# …And You Will Know Us by the Trail of Dead
«…And You Will Know Us by the Trail of Dead» — инди-рок-группа, наиболее известная своей тяжёлой, похожей на гимн музыкой и привычкой разбивать свои музыкальные инструменты в конце выступления (традиция, начавшаяся с группы The Who). На сайте группы можно прочесть, что название «…And You Will Know Us by the Trail of Dead» взято из ритуальных песен майя, невероятно схожих с песнопениями Древнего Египта. Однако это объяснение на самом деле лишь шутка. Главные творцы группы — Джейсон Рис/Jason Reece и Конрад Кили/Conrad Keely. Оба они играют роли и барабанщиков, и вокалистов, и гитаристов во время концертов и записей на студии. (В некоторых песнях можно услышать голос бывшего бас-гитариста Нила Буша/ Neil Busch).

## Образование группы
Кили и Рис дружили ещё в юности, встретившись на Гавайях. Переехав в 1993 году в Олимпию, штат Вашингтон, где Кили учился в Evergreen State College, они организовали группу Benedict Gehlen, которая просуществовала год. Следующим недолговечным проектом Кили стала группа Nancyville. Рис в это время играл на барабанах в группе Honeybucket и квиркор-группе Mukilteo Fairies.
Затем эти двое переехали в Остин, штат Техас и начали играть дуэтом под названием «You Will Know Us by the Trail of Dead». Затем в состав группы вошли гитарист Кевин Аллен/ Kevin Allen и басист Нил Буш/Neil Busch. После этого официальным названием группы стало «…And You Will Know Us by the Trail of Dead». Чаще группу сокращённо называют
«Trail of Dead».

## История
В 1995 состоялся их первый релиз, а в 1998 вышел полноценный альбом с одноимённым названием. В конце 1999 на студии Merge был выпущен альбом Madonna. В 2001 группа подписала договор с Interscope Records и выпустила третий альбом — Relative Ways. В 2002 вышел Source Tags & Codes, получивший 10 баллов от сайта Pitchfork.
В июле 2004 из группы ушёл Нил Буш, его место занял Дэнни Вуд/ Danny Wood. В это же время к группе присоединился барабанщик Дони Шродер/Doni Schroader.
25 января 2005 «Trail of Dead» представили альбом Worlds Apart, а 14 ноября 2006 — So Divided.
Летом 2007 группа отправилась в тур по Европе, на этот раз место барабанщика занял Арон Форд/ Aaron Ford. Вернувшись из тура, группа начала записывать шестой альбом. В 2007 «Trail of Dead» записали саундтрек к документальному фильму «Ад на колёсах»/ Hell on Wheels, рассказывающему о появлении роллер-дерби в Остине, штат Техас.
В начале 2008 они вернулись в студию, однако, не заключив контракта ни с одной звукозаписывающей компанией. На свои собственные деньги они снимали свои записи на видео и выкладывали на YouTube. По словам участников группы, новый альбом, у которого пока нет названия, выйдет в 2009 году.

## Источник
- О группе на Last.fm